# SECU (container)
SECU, Stora Enso Cargo Unit, is een type container gebruikt bij het intermodaal vervoer van onder andere papier. De SECU is door zijn afmetingen en gewicht niet geschikt voor vervoer over de weg; enkel over spoor en water.
Een SECU container ziet eruit als een standaard 40 voet ISO container maar is groter. De afmetingen zijn 13,8×3,6×3,6 meter, vergeleken met 12,2×2,7×2,4 meter voor een normale 40 voet container. De SECU is ontworpen om 80 metrische ton lading te dragen, terwijl een ISO container slechts 26,5 ton laadvermogen heeft.
De SECU container is ontworpen naar de specifieke eisen van de papierindustrie. Stora Enso is de belangrijkste gebruiker en naamgever van de container. Conventionele containers zijn niet geschikt om papier rendabel mee te vervoeren, door beperkingen van afmetingen en laadvermogen. Om de SECU container te verplaatsen worden vooral horizontale duw- en treksystemen gebruikt, door het grote gewicht.